# Ябалаково
Ябалаково (баш. Ябалак) — село в Илишевском районе Башкортостана. Административный центр Ябалаковского сельсовета.

## Географическое положение
Расстояние до:
- районного центра (Верхнеяркеево): 35 км,
- ближайшей ж/д станции (Буздяк): 142 км.

## Население
| 2002 | 2009 | 2010 |
| ---- | ---- | ---- |
| 384  | ↗389 | ↘359 |

### Национальный состав
Согласно переписи 2002 года, преобладающая национальность — башкиры (88 %).

## Религия
В селе есть мечеть «Ихлас».

## Известные уроженцы
- Назмиев, Тимерхан Сафуанович (1923—2004) — советский деятель сельского хозяйства, Герой Социалистического Труда.